# بروس ريد
بروس ريد (14 مارس 1963 ببرث في أستراليا - ) (بالإنجليزية: Bruce Reid)‏ هو لاعب كريكت أسترالي. شارك مع منتخب أستراليا الوطني للكريكت. أما مع النوادي، فقد لعب مع فريق غرب أستراليا للكريكت ‏.

## وصلات خارجية
- بروس ريد على موقع إي آس بي آن كريك إنفو (الإنجليزية)